# مذكراتي التحريرية
مذكراتي التحريرية (بالكورية: 나의 해방일지)؛ هو مسلسل تلفزيوني كوري جنوبي، من بطولة لي مين كي، كيم جي وون، لي إل ولي كي-وو. عرض المسلسل على قناة جاي تي بي سي كل يومي السبت والأحد من 9 أبريل 29 مايو  2022. وهو متاح ايضاً على شبكة نتفلكس.

## القصة
دراما انسانية حول ثلاثة أشقاء يوم مي جونغ (كيم جي وون) ، يوم تشانغ هي (لي مين كي)،  يوم كي جونغ (لي إل)، وغريب غامض يدعى السيد جو (سون سوك كو)، يريدون الهروب من حياتهم المسدودة.

## طاقم
- لي مين كي في دور ايوم تشانغ هي.[6]

الثاني من الاشقاء الثلاثة، وموظف متجر.
- كيم جي وون في دور ايوم مي جونغ.[6]

الأصغر من بين الاشقاء الثلاثة. وموظفة بعقد في قسم التصميم بشركة بطاقات ائتمان.
- لي إل في دور ايوم كي جونغ.[7]

الاخت الأكبر من بين الاشقاء الثلاثة. وموظفة في شركة أبحاث.
- سون سوك كو في دور السيد جو[6]

شخص غريب الذي يعمل في مصنع احواض الأسرة ايوم الذين يجهلون هويته الحقيقية.

### أدوار داعم
- لي كي-وو في دور جو تاي هوان.[8]

زميل يوم مي جونغ
- تشون هو جين في دور يوم جي هو.[9]

أب الاشقاء الثلاثة.
- جيون هاي-جين في دور هيون اه.[10]

- لي كيونغ سيونغ في دور كواك هاي سوك[11]
- بارك سو يونغ بدور بارك سانغ مين[12]
- جونغ سو يونغ بدور جو كيونغ سون[12]
- كيم رو سا بدور جو هي سون[12]

## المشاهدات
| الموسم | الموسم | رقم الحلقة | رقم الحلقة | رقم الحلقة | رقم الحلقة | رقم الحلقة | رقم الحلقة | رقم الحلقة | رقم الحلقة | رقم الحلقة | رقم الحلقة | رقم الحلقة | رقم الحلقة | رقم الحلقة | رقم الحلقة | رقم الحلقة | رقم الحلقة | المتوسط |
| الموسم | الموسم | 1          | 2          | 3          | 4          | 5          | 6          | 7          | 8          | 9          | 10         | 11         | 12         | 13         | 14         | 15         | 16         | المتوسط |
| ------ | ------ | ---------- | ---------- | ---------- | ---------- | ---------- | ---------- | ---------- | ---------- | ---------- | ---------- | ---------- | ---------- | ---------- | ---------- | ---------- | ---------- | ------- |
|        | 1      | 0.651      | 0.622      | 0.574      | 0.538      | 0.579      | 0.900      | 0.769      | 0.902      | 0.848      | 1.006      | 1.000      | 1.212      | 1.149      | 1.462      | 1.443      | 1.545      | 0.950   |

وفقا لنيلسن كوريا، فقد حققت الحلقة السادسة من المسلسل متوسط تقييم بنسبة 3.832% بحوالي 900 الف مشاهدة. ، حققت الحلقة الأخيرة من المسلسل متوسط تقييم 6.7% بحوالي أكثر من 1.5 مليون مشاهدة.
| الحلقات | تاريخ البث    | تقييمات (نيلسن كوريا) | تقييمات (نيلسن كوريا) |
| الحلقات | تاريخ البث    | على الصعيد الوطني     | سيئول                 |
| ------- | ------------- | --------------------- | --------------------- |
| 1       | 9 أبريل 2022  | 2.941%                | 3.057%                |
| 2       | 10 أبريل 2022 | 3.018%                | 3.236%                |
| 3       | 16 أبريل 2022 | 2.552%                | 2.862%                |
| 4       | 17 أبريل 2022 | 2.325%                | 2.292%                |
| 5       | 23 أبريل 2022 | 2.766%                | 2.874%                |
| 6       | 24 أبريل 2022 | 3.832%                | 3.971%                |
| 7       | 30 ابريل 2022 | 3.306%                | 3.541%                |
| 8       | 1 مايو 2022   | 3.876%                | 4.155%                |
| 9       | 7 مايو 2022   | 3.625%                | 4.259%                |
| 10      | 8 مايو 2022   | 4.594%                | 5.242%                |
| 11      | 14 مايو 2022  | 4.142%                | 4.583%                |
| 12      | 15 مايو 2022  | 4.969%                | 5.603%                |
| 13      | 21 مايو 2022  | 4.760%                | 4.981%                |
| 14      | 22 مايو 2022  | 6.073%                | 6.547%                |
| 15      | 28 مايو 2022  | 5.943%                | 6.720%                |
| 16      | 29 مايو 2022  | 6.728%                | 7.616%                |
| المعدل  | المعدل        | 4.091%                | 4.471%                |

## الإنتاج

### صناعة
في 24 سبمبر 2021 ، أعلنت شركة الانتاج تشوروك بايم ميديا (تعرف أيضا: جرين سنيك ميديا) انها قد وقعت عقدًا مع جي تي بي سي إستوديوز لإنتاج وتوريد مسلسل «مذكراتي التحريرية» «بقيمة 8 مليارات وون.» بإجمالي 16 حلقة. المسلسل من إخراج كيم سيوك كيون الذي عمل على مسلسل النور في عينيك وكلية الحقوق. ومن كتابة بارك هيي يونغ التي كتبت مسلسل أوه هاي يونغ مجدداً وسيدي لعام 2018.

### التصوير
في 5 أكتوبر 2021، أفادت الأنباء أن التصوير قيد التنفيذ حاليًا.

## روابط خارجية
- الموقع الرسمي
 (بالكورية)
- مذكراتي التحريرية على موقع IMDb (الإنجليزية)
- مذكراتي التحريرية على موقع روتن توميتوز (الإنجليزية)
- مذكراتي التحريرية على موقع نتفليكس (الإنجليزية)
- مذكراتي التحريرية على موقع فيلمافينيتي (الإسبانية)
- مذكراتي التحريرية على موقع ليتربوكسد (الإنجليزية)
- مذكراتي التحريرية على موقع كينوبويسك (الروسية)
- مذكراتي التحريرية على موقع قاعدة بيانات الفيلم (الإنجليزية)
- مذكراتي التحريرية على هانسينما